# Clethra pachyphylla
Clethra pachyphylla är en tvåhjärtbladig växtart som beskrevs av Elmer Drew Merrill. Clethra pachyphylla ingår i släktet Clethra och familjen Clethraceae. Inga underarter finns listade i Catalogue of Life.